# František Rajmon

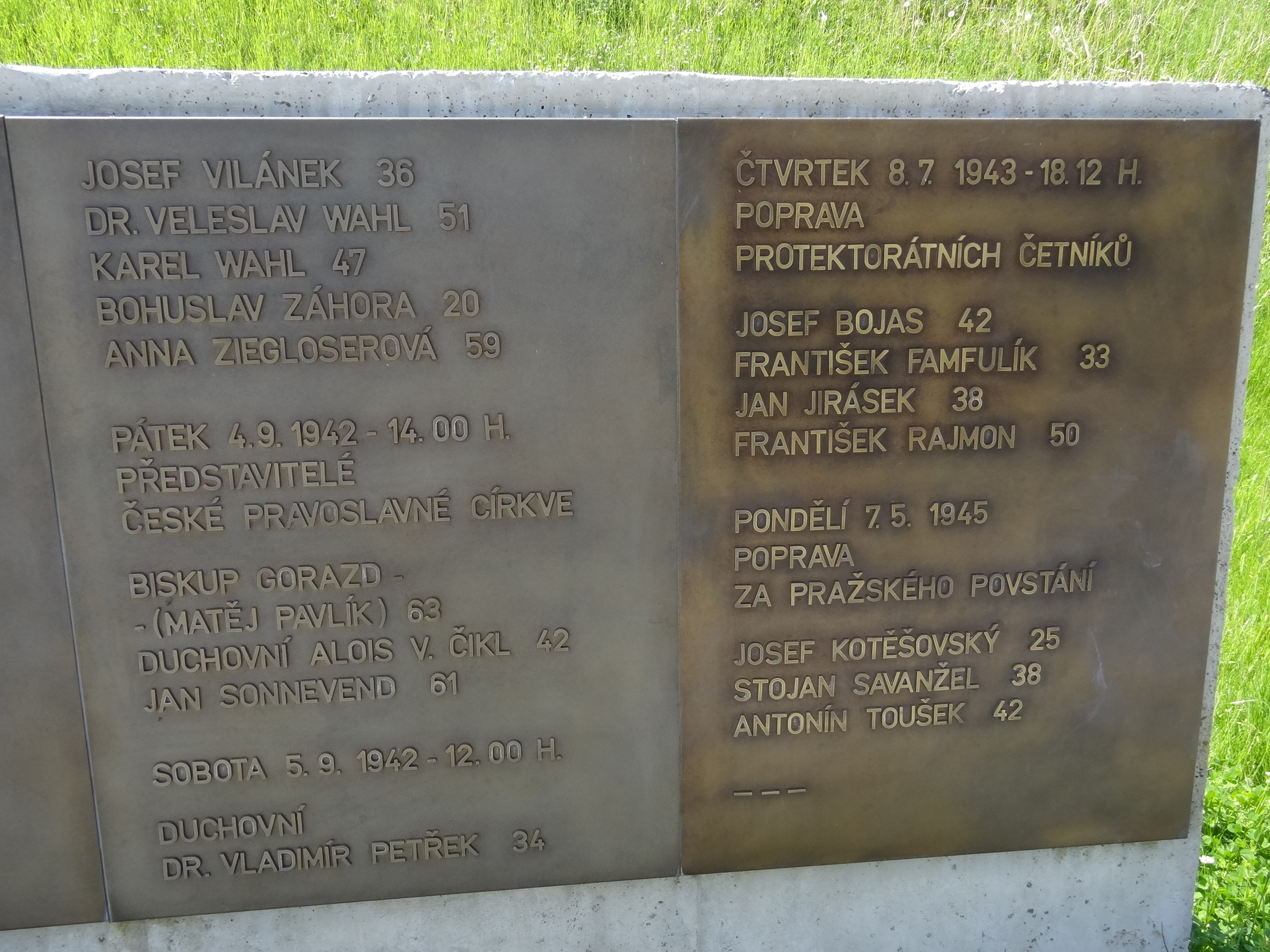
Poslední pamětní deska na kobyliské střelnici (na pravé straně fotografie) nese jména zastřelených protektorátních četníků

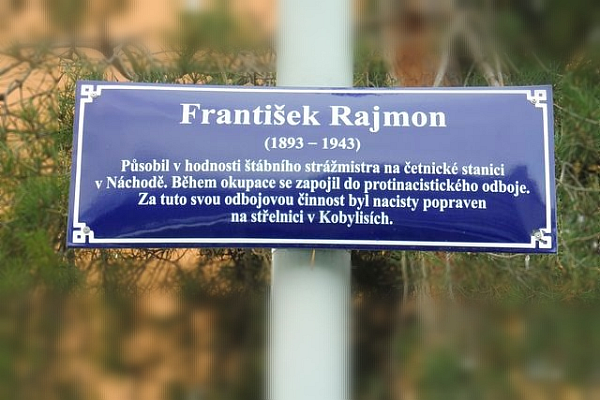
Modrá dodatková uliční tabulka v Rajmonově ulici v pražských Kobylisích

František Rajmon (25. října 1892 Libáň – 8. července 1943 Kobyliská střelnice) byl štábní strážmistr na četnické stanici v Náchodě. Během německé okupace Čech a Moravy za druhé světové války se zapojil do protinacistického odboje. Po prozrazení byl zatčen a nacisty popraven v Praze na střelnici v Kobylisích.

## Život
Štábní strážmistr četnictva František Rajmon se narodil 25. října 1892 v Libáni u Jičína do chudé rodiny. Rodiče měli známého obchodníka, tak dali Františka k němu do učení. František se pak stal obchodním příručím. Po vyučení nastoupil povinnou vojenskou službu u dragounů. Když se mu služba blížila ke konci, vypukla první světová válka a byl odvelen na frontu. Nejprve do Haliče (dnešní Ukrajina a část Polska) a později na italskou frontu. Po válce se vrátil do Československa a hledal práci. Do obchodu se vracet nechtěl, tak nastoupil službu v četnictvu. Nejprve sloužil na četnické stanici v Náchodě a od roku 1940 na četnické stanici ve Vysokově, což je obec mezi Náchodem a Českou Skalicí.
Jako vlastenec velmi těžce nesl okupaci Československa nacistickým Německem. Již od jejího začátku se připravoval na ozbrojené povstání. Dne 15. března 1939 odnesl z četnické stanice v Náchodě lehký kulomet, pušku, pistoli a náboje a vše zakopal u sebe na zahradě. Doma měl další dvě pistole a malorážku. Začal hledat spojení na protinacistický odboj. Na podzim 1942 se mu to podařilo díky sousedovi Bohumilovi Wiesnerovi. Stal se členem odbojové skupiny, která sice byla pod komunistickým vlivem svých členů, ale u Rajmona rozhodovalo hlavně jeho vlastenectví a ne politické přesvědčení. Díky své službě u četnictva se mu dařilo získávat informace o chystaných německých akcích, měl přístup k pátracím spisům a mohl tak varovat odbojáře a předávat jim informace o tom, jaké údaje o nich gestapo má. Díky známostem se mu dařilo obstarávat pro odbojáře potraviny, které byly normálně na přídělový systém a k jejichž získání bylo třeba potravinových lístků. Četnická uniforma mu poskytovala krytí a částečnou bezpečnost při rozvážení protinacistických letáků.
Na jaře 1943 došlo k vyzrazení celé skupiny a to z vlastních řad. Dne 28. března 1943 došlo k zatčení prvních odbojářů. Ti byli vyslýchání a mučeni na služebně královéhradeckého gestapa a prozradili totožnost dalších členů skupiny. Dne 2. dubna 1943 si gestapo přišlo i pro Františka Rajmona. Kolem poledne obklíčili dům, ale neodvážili se dovnitř. Věděli o zbraních, které František Rajmon vlastnil, měli obavu, že se bude při zatýkání bránit. Domluvili se tedy s jeho četnickým velitelem, který ho pod služební záminkou vylákal ven z domu a přivedl ho až k autu. Tam jej gestapo zadrželo a provedlo hned prohlídku domu. Při eskortě si gestapo pochvalovalo, jak dobře proběhla spolupráce s četnickým velitelem a jak jim usnadnil práci. Bývalý četnický velitel se pak stal po válce váženým náchodským občanem a rád se chlubil svými zásluhami v květnových dnech na konci války. O svojí spolupráci při zatčení Františka Rajmona se již pochopitelně nezmiňoval.
Po třech měsících po zatčení byl František Rajmon odsouzen německým lidovým soudem v Berlíně k trestu smrti. Vzhledem k tomu, že nebyl prvním zatčeným četníkem, který se zapojil do odboje, německá okupační správa se rozhodla, že je třeba provést veřejnou popravu, jejímž cílem bude zastrašení protektorátního četnictva. Němci si uvědomovali, že četnictvo v síle 15.000 mužů, je silný a organizovaný sbor, který je respektován obyvatelstvem. To byl důvod, proč se je snažili dostat na svojí stranu. Drtivá většina četníků byla ale oddána Československé republice a mnozí za Československo bojovali v legiích. Nacisté si byli vědomi skutečnosti, že jsou to právě četníci, kteří mají tu nejlepší místní a osobní znalost ve svých rajonech. Věděli o všem, co se kde dělo, měli pod kontrolou prakticky veškerý život zejména na venkově. Zatýkání, popravy a věznění v koncentračních táborech nepřinutilo četnictvo k iniciativní spolupráci s okupační správou. To vedlo k rozhodnutí zlomit tento tichý odpor četnictva hrůzou a terorem. Záminkou se stala pravidelná školení příslušníků policie v duchu německého řádu, která však byla podle německého velení sabotována. Plukovník Missbach, který byl šéf II. oddělení generálního velitelství uniformované policie, tuto myšlenku vyjádřil slovy: „Dáme pár chlapců postřílet a bude pokoj. Říše je v těžkém boji a nenechá si vpadat do zad.“
Na 8. července 1943 bylo do Prahy svoláno na 150 důstojníků a gážistů četnictva z celého protektorátu. Nezapomnělo si ani na zástupce z náchodské četnické stanice. Záminkou bylo údajné služební shromáždění v Kobylisích. Missbach však očitému svědkovi, dr. Vladimíru Šolínovi řekl: „Nejde o žádné služební shromáždění, jde o popravu“. Svolaní četníci se shromáždili v kasárnách v Libni. Mnozí odjížděli z domova s pocitem, že se již nevrátí, loučili se s rodinami, přáteli a příbuznými. Velmi dobře znali německé praktiky. V Libni jim pak byl sdělen pravý důvod jejich svolání a byli vyzváni k nastoupení na kobyliskou střelnici beze zbraní. Ke shromážděným pak promluvil ve výhružném tónu hejtman Mehring. Sám však na střelnici nešel.
Po půl šesté večer se pak četníci seřadili do trojstupu a odpochodovali na střelnici, kde jim bylo vykázáno místo vpravo od záchytného valu. Proti nastoupila jednotka Schutzpolizei s puškami u nohy, která měla dohlížet na hladký průběh akce. Vlevo od četníků pak stála popravčí četa. Ve čtvrt na sedm nastoupilo panstvo v talárech, čímž mělo být zajištěno zdání spravedlnosti. Na pokyn vrchního státního zástupce pak byli přivedeni čtyři odsouzenci. Štábního strážmistra Františka Rajmona, kterému bylo 50 let, doprovázeli na poslední cestě ještě velitel četnické stanice ve Strančicích praporčík Josef Bojas (42 let), štábní strážmistr Jan Jirásek (38 let) z Plané nad Lužnicí a velitel četnické stanice v Proseči strážmistr František Famfulík (50 let). Když dozorci vedli odsouzené podél řad četníků, volali na ně, zdravili se s nimi a mnohé své známé oslovovali jménem. Pak se hrdě postavili před popravčí kůly. Rozsudek předčítal státní zástupce Dr. Kurt Blaschtowitschka. Pak se jej pokusil přeložit do češtiny. Štábní Jirásek jej však přerušil: „Jsem Jirásek z Tábora a žádný Johan Jiracek z Tabor!“ Důvodem odsouzení byla příprava k velezradě, podporování skupin odporu, ilegální činnost.
Pak proběhla degradace, při které musel plukovník četnictva Stukavec strhat odsouzeným nárameníky. Se slzami v očích plnil tento rozkaz. František Rajmon mu u toho řekl: „To vám dali, pane plukovníku, ti pacholci pěkný úkol, ale hanbu jsme vám neudělali“. Pokus přivázat odsouzené četníky ke kůlům se změnil v další frašku, která rozhodně nezapadala do Missbachova a Frankova scénáře. Jeden z odsouzených vykřikl: „Nepřivazujte mne, já vám neuteku,“ další pak volali: „Jsme vojáci a ne sprostí zločinci, ať žije Československá republika.“ Vrchol všemu dodal praporčík Bojas: „Kamarádi, my víme, proč umíráme, za nás se stydět nemusíte“. Po tvářích mnohých přítomných stékaly slzy smutku a nenávisti vůči tyranům a kolaborantům. Teprve za použití značné síly se podařilo odsouzence ke kůlům přivázat. Ale ne nadlouho, strážmistr Famfulík se i ze sevření provazů vyprostil. Se zavazováním očí pak přišla další ledová sprcha pro režiséry hrůzného divadla, odsouzenci házeli hlavami, z provazů se vyprostili další a Bojas křičel: „Jsem zvyklý dívat se smrti v tvář, byl jsem na frontě“. Pak ale již přišel konec, popravčí četa zvedla hlavně pušek, nastalo hrobové ticho, do kterého se od čtyř odsouzených ozýval výkřik:„ Až žije Československá republika, ať žije prezident Beneš“. Půl hodiny trvalo divadlo, které se mělo stát odstrašujícím příkladem pro veškeré četnictvo, divadlo, které mělo zlomit další odpor četníků.
Před hrdinstvím popravených kapituloval i velitel německé pořádkové policie generál Paul Riege, který smrtelně bledý upustil od rozkazu K. H. Franka, sdělit všem přítomným, že podobně bude zúčtováno s každým příslušníkem četnictva a policie, který by se odvážil se protivit. Ihned po popravě se K. H. Frank dotazoval, jak exekuce dopadla. Když se dozvěděl, že odsouzení před smrtí provolávali slávu republice a prezidentu Benešovi, ptal se, zda jsou četníci, sezvaní k popravě ještě přítomni. Velmi litoval toho, že se již rozjeli do svých domovů. Natolik dobře znal Čechy, aby věděl, že je nezlomil, právě naopak. Velitel pražského nadúseku Sicherheitsdienstu Jakobi ve svém hlášení konstatoval, že uskutečněný výkon trestu smrti na čtyřech příslušnících protektorátního četnictva neměl úspěch, mužné a chlapské chování k smrti odsouzených četníků způsobilo režijní chybu a pokračoval slovy, že když Čech vidí jiného Čecha statečně zemřít zastřelením, může mít jen nejvyšší sympatie pro tyto mučedníky, ale nikoliv pro německé katovské komando. Mezi německými justičními úředníky vzniklo mínění, že nemohou v budoucnu doporučit takovou formu poprav. Výstražná poprava se naprosto minula účinkem, naopak posílila v četnictvu nenávist vůči německým okupantům. Od té doby se až do konce války nekonaly popravy veřejně.
Po druhé světové válce byl štábní strážmistr četnictva František Rajmon povýšen do hodnosti poručíka in memoriam a byl mu uděleno vyznamenání. Československý válečný kříž 1939, který byl zřízen na památku boje za osvobození republiky Československé z nepřátelského obsazení. Udělen mohl být československým občanům ve vlasti i příslušníkům československé armády v zahraničí i jednotkám této armády. Dále mohl být udělen příslušníkům spojeneckých armád i jednotkám těchto armád, které se zúčastnily boje zahájeného v roce 1939. Podmínkou bylo prokázání vynikajícího a úspěšného činu výkonného či velitelského, při němž byli vystaveni nebezpečí života nebo život obětovali.

Protektorátní četníci popravení společně s Františkem Rajmonem
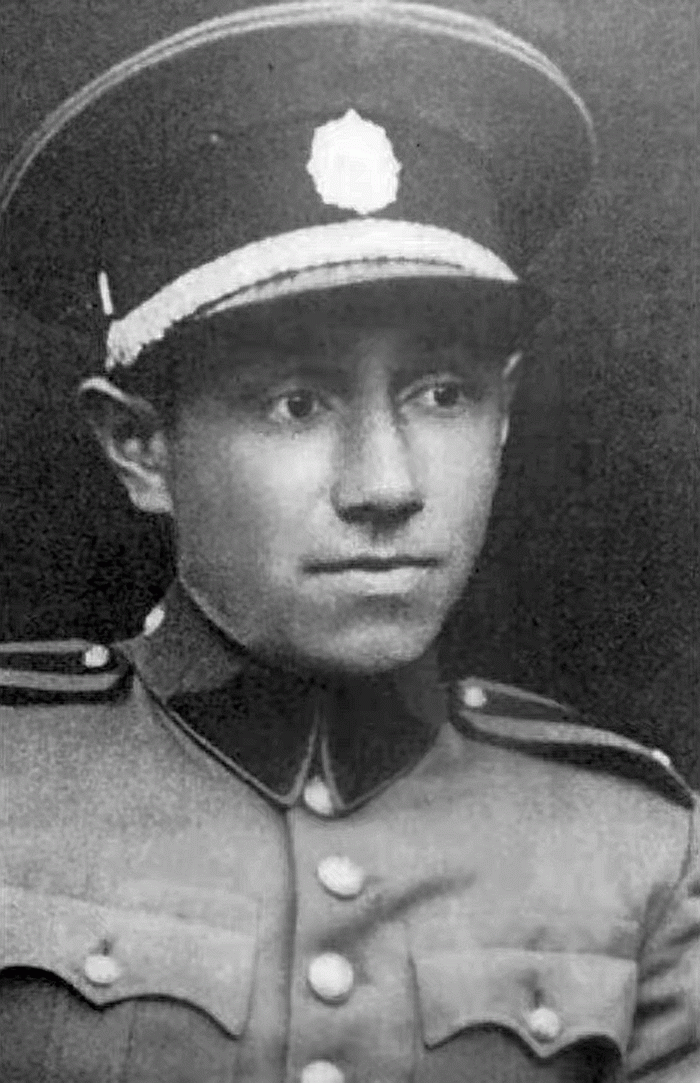
František Famfulík
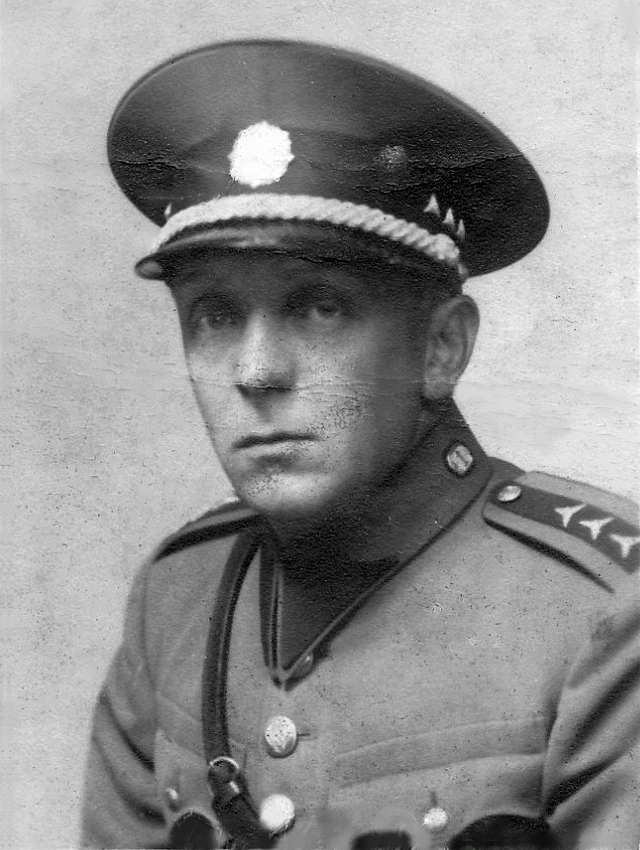
Josef Bojas
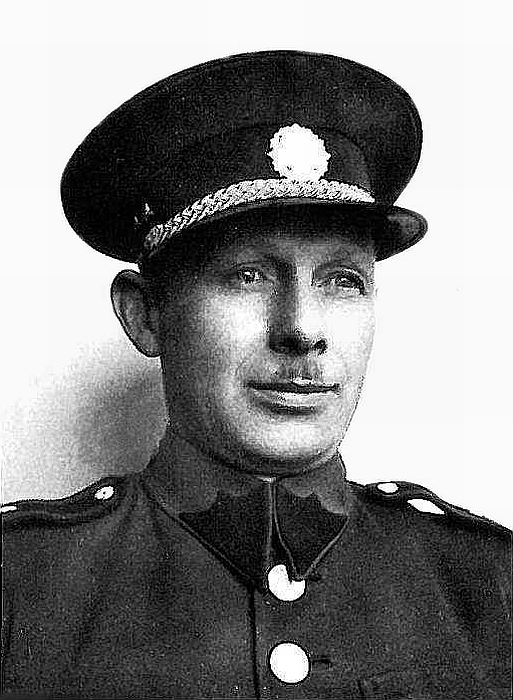
Jan Jirásek

## Připomínky

### Pamětní deska na kobyliské střelnici
Jeho jméno je uvedeno na jedné z 36 pamětních mosazných desek v areálu památníku (národní kulturní památky) kobyliské střelnice. Spolu s ním jsou zde uvedena jména dalších protektorátních četníků (Josef Bojas, Jan Jirásek, František Famfulík), kteří byli na střelnici popraveni 8. července 1943.

### Pomník v Náchodě - Bražci
V zákrutu silnice za mostem u školy v Bražci je umístěn pomník popravených odbojářů – sokolů, Jana Špreňara, Bohumila Wiesnera a Františka Rajmona. Pomník je nemovitou kulturní památkou (rejstříkové číslo ÚSKP: 188/6-1489).

### Rajmonova ulice v Praze
V Kobylisích je po Františkovi Rajmonovi pojmenována ulice, ve které je v čísle 2 policejní služebna - 3. oddělení obecné kriminality, Služba kriminální policie a vyšetřování, Obvodní ředitelství police Praha III.

### Modrá dodatková uliční deska
Na sloupu veřejného osvětlení proti parkovišti v Rajmonově ulici v pražských Kobylisích je instalována modrá dodatková uliční cedule s textem:
František Rajmon / (1893 – 1943) / Působil v hodnosti štábního strážmistra na četnické stanici / v Náchodě. Během okupace se zapojil do protinacistického odboje. / Za tuto svou odbojovou činnost byl nacisty popraven / na střelnici v Kobylisích.

### Ulice Františka Rajmona v Náchodě
Ulice Františka Rajmona se nachází i v Náchodě, kde působil za protektorátu v hodnosti štábního strážmistra na četnické stanici.

### Památník na Olšanských hřbitovech

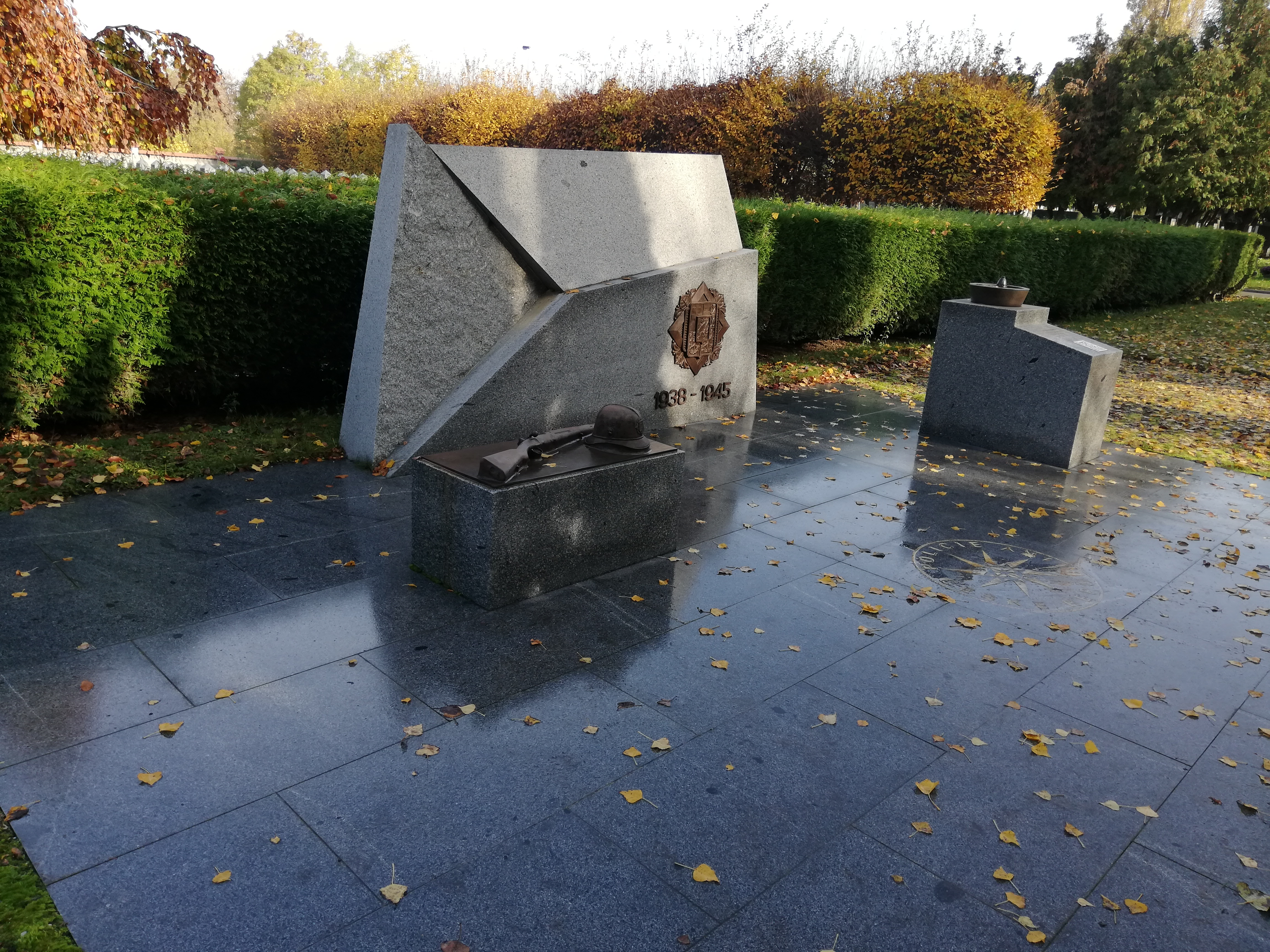
Památník příslušníkům policie a četnictva

Jeho jméno je uvedeno na Památníku příslušníkům policie a četnictva, kteří položili své životy při obraně vlasti v letech 1938 až 1945. Památník je vzpomínkou na četníky a policisty v uniformě kteří přišli o život při výkonu své práce (v předválečné době, v československém příhraničí, v protiněmeckém odboji, při osvobozování na konci druhé světové války) nebo se stali oběťmi záměrné likvidace v nacistických koncentračních táborech. Výrobu památníku zadalo Policejní prezidium České republiky. Muzeum Policie České republiky a Správa pražských hřbitovů rozhodli začátkem roku 2014 o umístění památníku na vojenském pohřebišti Olšanských hřbitovů v Praze. Uměleckou myšlenku památníku ztvárnil sochař MgA. Jiří Kašpar (* 20. ledna 1977, Praha). Památník byl dokončen 26. října 2015 a dne 5. listopadu 2015 byl slavnostně odhalen.